# Bronvermelding in Harvardstijl
De Harvardstijl is een veelgebruikt auteur-datumsysteem voor de bronvermelding of citatie in wetenschappelijke publicaties. Deze verwijsstijl is ontwikkeld door de Harvard-universiteit en geldt als standaard in sommige wetenschappelijke vakgebieden, vooral bij economische opleidingen. Aangezien het gebaseerd is op een auteur-datumsysteem, plaatst men volgens de Harvard-stijl in de tekst tussen haakjes een verwijzing bestaande uit de auteurnaam en het jaartal van uitgave en in een aparte paragraaf "Bronnenlijst" of "Referenties" de volledige bronvermelding in alfabetische volgorde.
In de tekst wordt alleen de familienaam van de voornaamste auteur vermeld met het jaartal van uitgave, zoals (Bovy et al. 1999). Dit systeem heeft het voordeel dat de lezer direct een aanwijzing krijgt over de oorsprong van de bronnen en over de ouderdom ervan. Ook kan een lezer die met het onderwerp bekend is de auteur snel herkennen, waarmee deze wellicht direct weet over welke bron het gaat, zonder naar de bronnenlijst te hoeven bladeren.
Om mogelijk optredende verwarring te voorkomen, als verscheidene artikels van dezelfde hoofdauteur uit hetzelfde jaar gebruikt worden, kan nog een letter (a, b, c ...) achter het jaartal geplaatst worden, zoals (Bovy et al. 1999a).
De aanduiding et al. staat voor et alii (mannelijk meervoud) of et aliae (vrouwelijk meervoud), Latijnse termen die "en anderen" betekenen. Door die aanduiding toe te passen hoeft in een verwijzing naar een artikel met meer dan twee auteurs slechts de voornaamste auteur genoemd te worden. Ook de afkorting c.s. (cum suis - met de zijnen) wordt toegepast. Als er slechts een of twee auteurs zijn, wordt meestal de verwijzing (Naam jaartal) of (Naam en naam jaartal) gebruikt.